# Liga Paulista de Futebol Feminino
A Liga Paulista de Futebol Feminino é uma liga esportiva de São Paulo, filiada à LINAF. A liga já promoveu um torneio torneio homônimo e também a Copa Mulher, em 2009, torneio este que contou com a participação de Corinthians, Palmeiras, Santos, Portuguesa, Juventus, E.C. Banespa, Centro Olímpico, Itaqua, São Bernardo e Eagles Brasil, e foi vencida pelo Santos.

## Edições
| Ano           | Local dos jogos | Classificação final | Classificação final | Artilharia       | Artilharia | Partic. |
| Ano           | Local dos jogos | Campeã              | Vice-campeã         | Nome(s)          | Gols       | Partic. |
| ------------- | --------------- | ------------------- | ------------------- | ---------------- | ---------- | ------- |
| 2009 detalhes | São Paulo       | Santos              | Corinthians         | Grazi (Botucatu) | 32         | 16      |